# Conte d'hivern (pel·lícula de 2014)
Conte d'hivern (originalment en anglès, Winter's Tale) és una pel·lícula estatunidenca del 2014 basada en la novel·la amb el mateix nom de 1983 de Mark Helprin. Escrita i dirigida per Akiva Goldsman, és protagonitzada per Colin Farrell, Jessica Brown-Findlay, Jennifer Connelly, Russell Crowe i Will Smith. S'ha doblat al català.

## Repartiment
- Colin Farrell com a Peter Lake
- Jessica Brown-Findlay com a Beverly Penn
- Jennifer Connelly com a Virginia Gamely
- Russell Crowe com a Pearly Soames
- William Hurt com a Isaac Penn
- Mckayla Twiggs com a la petita Willa Penn
- Eva Marie Saint com a Willa Penn adulta
- Will Smith com a Jutge / Llucifer
- Ripley Sobo com a Abby
- Matt Bomer com al pare de Peter
- Lucy Griffiths com a la mare de Peter
- Finn Wittrock com a Gabriel[2]
- Listo com a Cavall[3]
- Kevin Corrigan com a Romeo Tan
- Kevin Durand com a Cessar Tan
- Graham Greene com a Humpstone John

## Producció
Inicialment, Warner Bros volia contractar a Martin Scorsese el 2002, però Scorsese va rebutjar l'oferta. Més tard, la pel·lícula es va convertir en un projecte per al director Akiva Goldsman, qui va començar a dirigir-la amb un pressupost de $75 milions. El pressupost de la pel·lícula va baixar a $60 milions al febrer de 2012; al mateix temps Will Smith i Russell Crowe van incorporar-se al projecte.
Es van considerar diversos actors per als papers de Peter Lake i Beverley Penn. Benjamin Walker, Tom Hiddleston, Aaron Taylor-Johnson, i Garrett Hedlund audicionaren per al paper de Peter Lake mentre que Elizabeth Olsen, Bella Heathcote, Gabriella Wilde i Sarah Gadon ho feren per al paper de Beverley. El març de 2012, es va informar que se li havia ofert a Jessica Brown Findlay; Colin Farrell va acceptar el paper de Peter Lake al mes següent. William Hurt es va unir al ventall com el pare de Beverley, Isaac Penn, l'agost de 2012. Pel setembre de 2012, es van anunciar més incorporacions, com Matt Bomer, Lucy Griffiths i Eva Marie Saint.
El rodatge va començar l'octubre de 2012, però haver de ser retardada a causa de l'huracà Sandy.

## Recepció i taquilla
La pel·lícula va rebre crítiques negatives. A Rotten Tomatoes té un 13% basat en 134 crítiques. A Metacritic, té un 31 sobre 100 basat en 35 crítiques.
La pel·lícula va recaptar 12,6 milions de dòlars als Estats Units i 18,2 milions de dòlars internacionalment, fent un total de 30,8 milions.